# Afroboletus
Genre
Afroboletus est un genre de champignons basidiomycètes de la famille des Boletaceae.

## Description
Cuticule sèche, grossièrement fibrilleuse à squameuse, noire, souvent avec des restes du voile appendiculé.

Hyménium adnexé. Présence d'un voile.

Stipe sec, squameux, parfois annelé.

Spores noires, courtes, ellipsoïdes, striées longitudinalement, parfois avec des veines intercostales.

## Distribution
Apparemment limité aux zones tropicales d'Afrique, mais une espèce aberrante est connue dans la péninsule de Malaisie.[réf. nécessaire]

## Écologie
Mycorhizes avec les légumineuses cisalpines; éventuellement avec les Fagaceae ou diptérocarpacées de Malaisie.[réf. nécessaire]

## Liste des espèces
- Afroboletus azureotinctus
- Afroboletus costatisporus
- Afroboletus elegans
- Afroboletus lepidellus
- Afroboletus luteolus
- Afroboletus multijugus
- Afroboletus pterosporus

Selon Catalogue of Life (8 février 2023) :
- Afroboletus azureotinctus
- Afroboletus costatisporus
- Afroboletus elegans
- Afroboletus lepidellus
- Afroboletus luteolus
- Afroboletus multijugus
- Afroboletus pterosporus
- Afroboletus sequestratus
- Afroboletus vietnamensis